# 東麻布

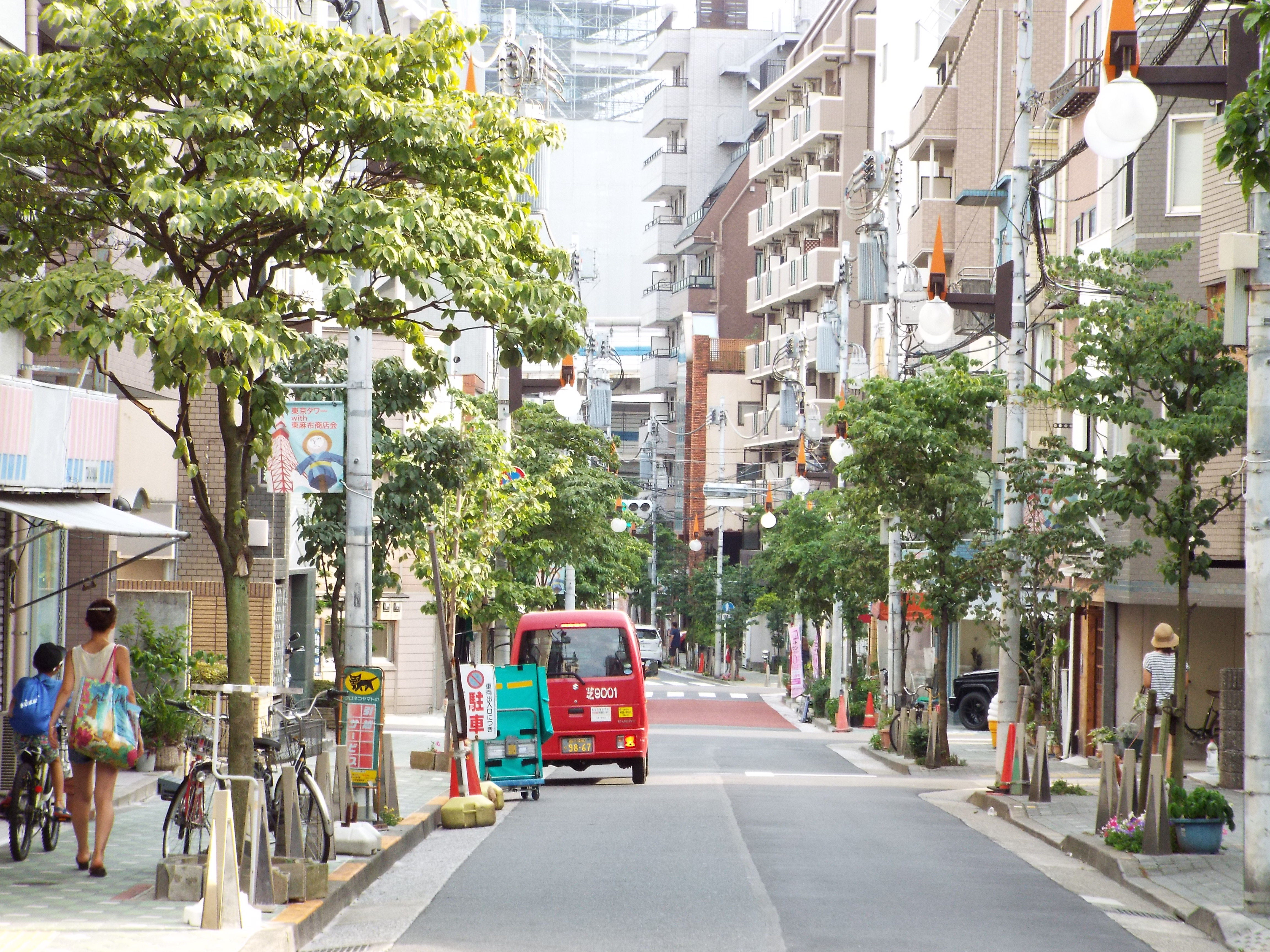
東麻布

東麻布（日语：／ Higashi-azabu */?）是東京都港區的町名。現行行政地名為東麻布一丁目至東麻布三丁目。郵遞區號106-0044。

## 地理
東鄰芝公園、南接三田、西南臨麻布十番、西鄰六本木、西北鄰麻布永坂町與麻布狸穴町、北接麻布台。最近的車站有麻布十番的麻布十番站和町內一丁目的赤羽橋站 。町域大部分為住宅地，另有新一之橋商店街和東麻布商店街。存有下町風情的住宅區鄰近東京鐵塔、芝公園、東京王子大飯店、六本木新城。新一之橋交差點為港區的地理中心，是交通流量十分大的交差點。

## 歷史
麻布最早可見於1559年（永祿2年）戰國大名小田原北條氏的《小田原眾所領役帳》，當時記載為「阿佐布」。
江戶時代，此地地名在書寫上有安座部、淺府、淺生、麻生等多種寫法。一直到1655年（明曆元年）左右才逐漸定為「麻布」，因當時農民以編織麻布為副業而得名。
江戶時代，此地是出羽新庄藩戶澤家上屋敷等武家屋敷，與芝森元町、飯倉町、麻布新網町等，明治初期，麻布新網町、十番馬場町、芝森元町、周邊武家地合併。1911年（明治44年）實施市制町村制，各町去除麻布、芝的冠稱。1947年（昭和22年），港區成立後再次加上麻布的冠稱。1962年（昭和37年）實施住居表示，麻布北新門前町、麻布森元町、麻布飯倉町五丁目、麻布新網町大部分地區、與麻布飯倉町四丁目、麻布狸穴町、麻布永坂町各一部分合併成立東麻布。1981年（昭和56年）區劃調整，成為現在的東麻布。

### 地名由來
因位於麻布地區東部而得名。

## 交通
鐵路
- 赤羽橋站（都營地下鐵大江戶線）

巴士
- 都營巴士
  - 東麻布二丁目停留所
  - 赤羽橋站前停留所
  - 東麻布一丁目停留所
- 港區社區巴士（ちぃばす）
  - 法務局入口停留所
  - 東麻布二丁目停留所
  - 赤羽橋站停留所

## 設施
東麻布一丁目
- 飯倉公園
- 古巴大使館
- 赤羽橋站
- 麻布消防署飯倉出張所

東麻布二丁目
- 飯倉福祉會館

東麻布三丁目
- 一之橋

## 備註
1. ↑  .   [2013-08-08]. （原始内容存档于2020-02-09）.
2. ↑  .   [2013-08-08]. （原始内容存档于2019-11-11）.